# Eduardo Matias da Paz
Eduardo Matias da Paz (Igarapé Grande, 31 de outubro de 1952) é um médico e político brasileiro que foi deputado federal pelo Maranhão.

## Dados biográficos
Filho de Manuel Matias da Paz e Francisca Costa Matias da Paz. Médico formado à Universidade Federal do Maranhão em 1978, foi secretário de Saúde de Igarapé Grande por três anos até sua renúncia para se candidatar a deputado estadual pelo PDS em 1982. Eleito, integrou a delegação de deputados estaduais maranhenses que participou da eleição presidencial indireta de 1985 no Colégio Eleitoral onde votou em Tancredo Neves. Reeleito via PFL em 1986, ajudou a elaborar a Constituição Estadual de 1989.
Eleito deputado federal pelo PDC em 1990, votou pelo impeachment de Fernando Collor em 1992. No ano seguinte ingressou no PP, mas não foi reeleito. De volta ao PFL perdeu a eleição para deputado estadual em 1998. Regressou a Igarapé Grande e passou a trabalhar como médico junto ao Programa Saúde da Família.
Seu pai, Manuel Matias da Paz, foi um entusiasta pela emancipação de Igarapé Grande sendo o primeiro prefeito do município enquanto sua mãe, Francisca Costa Matias da Paz, foi eleita por três vezes para o comando da cidade.